# 當年今日
《當年今日》（英語：One Day）是香港亞洲電視的時事資訊節目，由亞洲電視新聞及公共事務部製作。

## 簡介
《當年今日》每集重溫於不同年代（早至1842年香港割讓）的當天所發生過的數則舊聞大事，選材以港聞（如六七暴動和林過雲事件等）為主、台海兩岸大事與國際要聞（如六四事件和九一一事件等）為輔，片段長約一分多鐘，每日於早上、正午、傍晚、晚間共播出四次。節目於1980年第一代是由伍國任當任旁述（1980年－1994年8月16日），伍國任光榮退休後則先後是由第二代盧瑞盛（1994年－1997年）、第三代謝秀群（2003年－2006年）、第四代孫兆勤（2006年－2016年2月12日、3月15日－4月1日）繼任旁述。
在麗的電視時代，本節目是由恆生銀行獨家贊助播映，每集開始前會廣播口號「當年今日天下事，恆生銀行話你知」。

## 節目歷史
- 2016年2月13日，亞視取消播映本港台的《當年今日》。
- 2016年3月15日，亞視新聞部恢復製作《當年今日》。
- 2016年4月1日，《當年今日》隨著亞視電視牌照期滿而終止播映。

## 中立性
內容只選擇性陳述事件，不加評論。

## 受眾
定時收看者眾，包括中國華南地區，長年受到華南廣告商（如碧桂園等）的贊助，因而成為長壽節目。

## 播出時間
| 星期一至五 | 07:15 | 12:25 | 17:55 | 22:25 |
| 星期六     | 07:15 | 12:25 | 17:55 | 22:25 |
| 星期日     | 07:55 | 12:25 | 17:55 | 22:25 |

## 特別安排
- 2015年4月23日，由於幕後人員操作出現問題，17:55時段播出了原定17:58播出的國歌及廣告內容，以致當天該時段未有播映本節目，而國歌及廣告內容則重複播出一次。
- 2016年3月16日，由於幕後人員操作出現問題，17:55時段的《當年今日》錯誤壓縮至4:3模式播出。
- 2016年3月27日，由於幕後人員操作出現問題，17:55時段的《當年今日》錯誤壓縮至4:3模式播出。

## 類似節目/網上專頁
- 歷史上的今天
- 有線新聞「日日有頭條」（2019年起製作，2023年3月31日播出最後一集）
- 903廣東爆谷 明日之廣東歌，由2020年7月1日起，用一年時間，把廣東樂壇歷史野史好好紀錄
- 好日曆 （页面存档备份，存于），由2020年11月2日起，每天由一個故事開始，為網友提供一個生活指南，現已有超過53萬位粉絲訂閱
- 是日快樂 （页面存档备份，存于），由2022年12月1日至2024年4月24日，逢星期一至五，由主持人米哈或嘉賓分享一個「快樂之道」的短期環節，5月6日米哈調往第一台，將《是日快樂》轉為常規節目。

## 参看
1. 亞洲電視節目列表——新聞及時事節目
2. 亞洲電視新聞——其他節目